# Брезы
Брезы (пол. Breza) — польский дворянский род и одноименный шляхетский герб.

## Описание
Щит трехпольный; правое поле красное, левое голубое, а нижнее серебряное. Над щитом дворянская корона без шлема. Герб внесён в Гербовник дворянских родов Царства Польского, часть 1, стр. 95.

## Используют
Брезы, родом из Калишского Воеводства, в котором Иван-Доминик Бреза, сын Адама Кастеляна Саноцкаго, владел имением Домброва в 1717 году.
- Бреза, Тадеуш (1905—1970) — польский писатель.